# Al-Nassr Football Club 2018-2019
 Questa voce raccoglie le informazioni riguardanti l'Al-Nassr Football Club nelle competizioni ufficiali della stagione 2018-2019.

## Organico

### Rosa 2018-2019
Rosa aggiornata al 4 febbraio 2019.
| N. |                           | Ruolo | Calciatore          |
| -- | ------------------------- | ----- | ------------------- |
| 1  | Australia (bandiera)      | P     | Brad Jones          |
| 2  | Bahrein (bandiera)        | D     | Mohamed Husain      |
| 3  | Perù (bandiera)           | D     | Christian Ramos     |
| 4  | Arabia Saudita (bandiera) | D     | Omar Hawsawi        |
| 5  | Brasile (bandiera)        | D     | Bruno Uvini         |
| 6  | Brasile (bandiera)        | C     | Petros              |
| 7  | Nigeria (bandiera)        | A     | Ahmed Musa          |
| 8  | Arabia Saudita (bandiera) | C     | Yahya Al-Shehri     |
| 9  | Arabia Saudita (bandiera) | A     | Naif Hazazi         |
| 10 | Arabia Saudita (bandiera) | A     | Mohammad Al-Sahlawi |
| 11 | Marocco (bandiera)        | A     | Nordin Amrabat      |
| 12 | Arabia Saudita (bandiera) | D     | Khalid Al-Ghamdi    |
| 13 | Arabia Saudita (bandiera) | D     | Mohamed Eid         |
| 14 | Arabia Saudita (bandiera) | C     | Ibrahim Ghaleb      |

| N. |                           | Ruolo | Calciatore           |
| -- | ------------------------- | ----- | -------------------- |
| 15 | Arabia Saudita (bandiera) | C     | Ahmed Al-Fraidi      |
| 16 | Arabia Saudita (bandiera) | C     | Abdulaziz Al-Jebreen |
| 22 | Arabia Saudita (bandiera) | P     | Abdullah Al-Enezi    |
| 23 | Arabia Saudita (bandiera) | P     | Hussain Shae'an      |
| 24 | Arabia Saudita (bandiera) | D     | Hussain Abdulghani   |
| 26 | Arabia Saudita (bandiera) | C     | Shaya Sharahili      |
| 27 | Arabia Saudita (bandiera) | C     | Awadh Khames         |
| 28 | Arabia Saudita (bandiera) | D     | Ahmad Akash          |
| 31 | Arabia Saudita (bandiera) | P     | Mutaeb Sharahili     |
| 32 | Arabia Saudita (bandiera) | P     | Waleed Al-Enezi      |
| 33 | Arabia Saudita (bandiera) | C     | Issam Al-Qarni       |
| 37 | Arabia Saudita (bandiera) | C     | Ayman Ftayni         |
| 77 | Brasile (bandiera)        | A     | Giuliano             |
|    | Brasile (bandiera)        | D     | Maicon               |